# صولانج الجميل
صولانج الجميّل (1949 -)، سياسية لبنانية، وهي أرملة رئيس لبنان السابق والذي اغتيل قبل أن يتسلم الرئاسة بشير الجميّل.

## حياتها السياسية
انتسبت إلى حزب الكتائب وهي في الخامسة عشرة من عمرها وذلك كونها ابنة الجراح لويس توتنجي أحد مؤسسي الحزب. زكيت نائبًا بالبرلمان اللبناني عن المقعد الماروني في دائرة بيروت الأولى بدورة انتخابات عام 2005، ولم تترشح لانتخابات عام 2009 لنزول نجلها نديم بدلًا منها.

### سيدة أولى
عاشت عشرين يومًا كسيدة أولى وذلك بعد انتخاب زوجها بشير الجميّل رئيسًا للجمهورية، لكنه اغتيل في 1982 غداة الاجتياح الإسرائيلي للبنان وخروج منظمة التحرير الفلسطينية منه.

## حياتها الأسرية
في عام 1977 تزوجت من بشير الجميّل ابن مؤسس حزب الكتائب بيار الجميّل، وأنجبا:
- مايا (مواليد 12 يونيو 1978، اغتيلت في 23 فبراير 1980 وعمرها لمّا يتجاوز الثمانية عشر شهرًا في محاولة تفجير سيارة والدها، التي كان يعتقد أنه موجود فيها).
- يمنى (مواليد 1980).
- نديم (مواليد 1 مايو 1982).